# Пляша (Прахова)
Пляша (рум. Pleașa) — село у повіті Прахова в Румунії. Входить до складу комуни Буков.
Село розташоване на відстані 62 км на північ від Бухареста, 7 км на північний схід від Плоєшті, 80 км на південний схід від Брашова.

## Населення
За даними перепису населення 2002 року у селі проживали 4423 особи. Рідною мовою 4418 осіб (99,9%) назвали румунську.
Національний склад населення села:
| Національність | Кількість осіб | Відсоток |
| -------------- | -------------- | -------- |
| румуни         | 4386           | 99,2%    |
| цигани         | 29             | 0,7%     |
| угорці         | 7              | 0,2%     |